# Покрет снага Србије
Покрет снага Србије — БК (скраћено ПСС) је ванпарламентарна политичка странка у Србији.

## Историја
Странка је основана 2004. Њен оснивач и актуелни вођа је Богољуб Карић. Од парламентарних избора 2012. члан је коалиције око владајуће Српске напредне странке (СНС).

## Политичке позиције
ПСС је описан као конзервативна, либерално-конзервативна, популистичка и проруска странка. На политичком спектру, налази се на десном центру.

## Резултати на изборима

### Парламентарни избори
| Године | Вођа          | Гласови   | % од важећих | Бр. | Мандати | Промена | Коалиција | Статус           |
| ------ | ------------- | --------- | ------------ | --- | ------- | ------- | --------- | ---------------- |
| 2007.  | Богољуб Карић | 70.727    | 1,78%        | 9.  | 0 / 250 | 0       | —         | ванпарламентарна |
| 2008.  | Богољуб Карић | 22.250    | 0,55%        | 8.  | 0 / 250 | 0       | —         | ванпарламентарна |
| 2012.  | Богољуб Карић | 940.659   | 25,16%       | 1.  | 2 / 250 | 2       | ПС        | подршка          |
| 2014.  | Богољуб Карић | 1.736.920 | 49,96%       | 1.  | 2 / 250 | 0       | БКВ       | подршка          |
| 2016.  | Богољуб Карић | 1.823.147 | 49,71%       | 1.  | 2 / 250 | 0       | СП        | подршка          |
| 2020.  | Богољуб Карић | 1.953.998 | 63,02%       | 1.  | 3 / 250 | 1       | ЗНД       | подршка          |
| 2022.  | Богољуб Карић | 1.635.101 | 44,27%       | 1.  | 3 / 250 | 0       | ЗМС       | подршка          |
| 2023.  | Богољуб Карић | 1.783.701 | 48,07%       | 1.  | 0 / 250 | 3       | ЗМС       | ванпарламентарна |

### Председнички избори
| Година | Кандидат         | 1. круг — гласови | 1. круг — гласови | % од важећих | 2. круг — гласови | 2. круг — гласови | % од важећих | Напомене         |
| ------ | ---------------- | ----------------- | ----------------- | ------------ | ----------------- | ----------------- | ------------ | ---------------- |
| 2004.  | Богољуб Карић    | 3.                | 568.691           | 18,46%       | —                 | —                 | —            |                  |
| 2008.  | Миланка Карић    | 7.                | 40.332            | 1,0%         | —                 | —                 | —            |                  |
| 2012.  | Томислав Николић | 2.                | 979.216           | 26,22%       | 1.                | 1.552.063         | 51,16%       | Подршка Николићу |
| 2017.  | Александар Вучић | 1.                | 2.012.788         | 56,01%       | —                 | —                 | —            | Подршка Вучићу   |
| 2022.  | Александар Вучић | 1.                | 2.224.914         | 60,01%       | —                 | —                 | —            | Подршка Вучићу   |